# Buenabarba
Buenabarba es una localidad española, hoy día deshabitada, ubicada en el municipio salmantino de San Muñoz, en la comunidad autónoma de Castilla y León.

## Geografía
Se encuentra situada en la falda de un pequeño cerro, al sur de la localidad de San Muñoz, junto al curso del río Huebra.

## Historia
A mediados del siglo XIX, la localidad, perteneciente ya por entonces al municipio de San Muñoz, contaba con una población de 6 habitantes. Figura como una alquería en el cuarto volumen del Diccionario geográfico-estadístico-histórico de España y sus posesiones de Ultramar de Pascual Madoz, donde se la describe de la siguiente manera: 

BUENA BARBA: alq. en la prov. de Salamanca, part. jud. de Sequeros, agregada al ayunt. de San Muñoz (1/2 leg.): sit. á la falda de un pequeño cerro que la domina por el N., bien ventilada y medianamente sana: tiene 3 casas bastante regulares, habitadas por labradores y el montaraz, y una igl. aneja de Gallegos de Huebra, servida por el cura de esta. Confina N. con su matriz y la Sagrada; E. Agustinez; S. Abusejo y Cabrillas (part. de Ciudad-Rodrigo). y O. Oteruelos de San Andres y San Muñoz; se estiende 1/2 leg. de N. á S. y 1/4 de E. á O.: el terreno abunda en pastos y tiene 2 prados cerrados de corta estension; es tenaz, bastante guijarroso, de secano y de muy buena calidad en lo general: está dividido en 2 porciones para la labranza, y corresponde la mitad á los que lo cultivan, y lo restante al conde de Francos y á algún otro. En la parte roturada hay monte de encina y gran número de fresnos en la ribera del Huebra: este r. lleva su curso de E. á O., pasa muy inmediato á las casas, y aunque interrumpe su corriente en el verano, conserva sin embargo grandes depósitos de agua, que sirven para abrevadero de los ganados; hay ademas un pozo con noria, y de él se surten los vec. prod.: toda clase de granos y con especialidad trigo; cria ganado cerdoso, lanar y en mayor número vacuno; 7 ú 8 yeguas de vientre, algunas caballerías menores, y caza menor. pobl.: 2 vec., 6 hab., dedicados á la agricultura y venta del trigo sobrante. cap. terr. prod.: 68,350 rs. imp. 3,417 rs.
(Madoz, 1846, pp. 472-473)

La entidad de población en 2021 se encontraba despoblada.